# Onitsha-Sul
Onitsha-Sul é uma área de governo local no estado de Anambra, centro-sul da Nigéria. Fegge é a única vila na LGA Onitsha-Sul.